# 石田 (国立市)
石田（いしだ）は、東京都国立市の大字。郵便番号は、186-0014。

## 地理
石田は国立市の南部に位置するJR矢川駅付近の地域であり、飛び地状に2つに分かれている。JR南武線を境として、北は富士見台四丁目、北東は富士見台三丁目に接するが、南武線の南側では谷保に三方を囲まれた状態となっている。

## 歴史
石田という名は、もともと、現在の日野市の一部にあった藩政村の石田村の住民の一部が17世紀末ころに当地へ移り住み、石田村飛び地とされていた区域が当地一帯にあった名残である。この石田村飛び地は、町村制施行を受けて1889年に谷保村、青柳村と合併し、谷保村の一部となった。
1929年に南武鉄道が、当時の谷保村大字石田の中央を貫く形で開業し、1932年には矢川駅が開業した。
一帯はもともと桑畑などが広がっていたというが、やがて南武線の北側には都営の住宅団地が設けられた。1965年に町名地番整理によって新たに富士見台が設けられた際、大字石田の南武線より北側の部分は富士見台四丁目の一部となった
大字石田として残された区画はわずかで、国立市の町丁としては最も小規模なものになった。
1990年に出された国立市町名整理審議会の答申『国立市（谷保、青柳、石田）町名整理（答申）』は、「石田」を地名として残すことは困難とする結論を出しており、大字石田として残っている南武線より南側の部分は、今後の町丁制によって「矢川四丁目」の一部となることが見込まれている。

## 世帯数と人口
2017年（平成29年）12月1日現在の世帯数と人口は以下の通りである。
| 大字 | 世帯数 | 人口 |
| ---- | ------ | ---- |
| 石田 | 40世帯 | 98人 |

## 小・中学校の学区
市立小・中学校に通う場合、学区は以下の通りとなる。
| 番地                              | 小学校                 | 中学校                 |
| --------------------------------- | ---------------------- | ---------------------- |
| 650番地 653～663番地 674〜675番地 | 国立市立国立第六小学校 | 国立市立国立第二中学校 |

## 交通
鉄道
- 東日本旅客鉄道（JR東日本）
  - 南武線：矢川駅